# The Five Satins

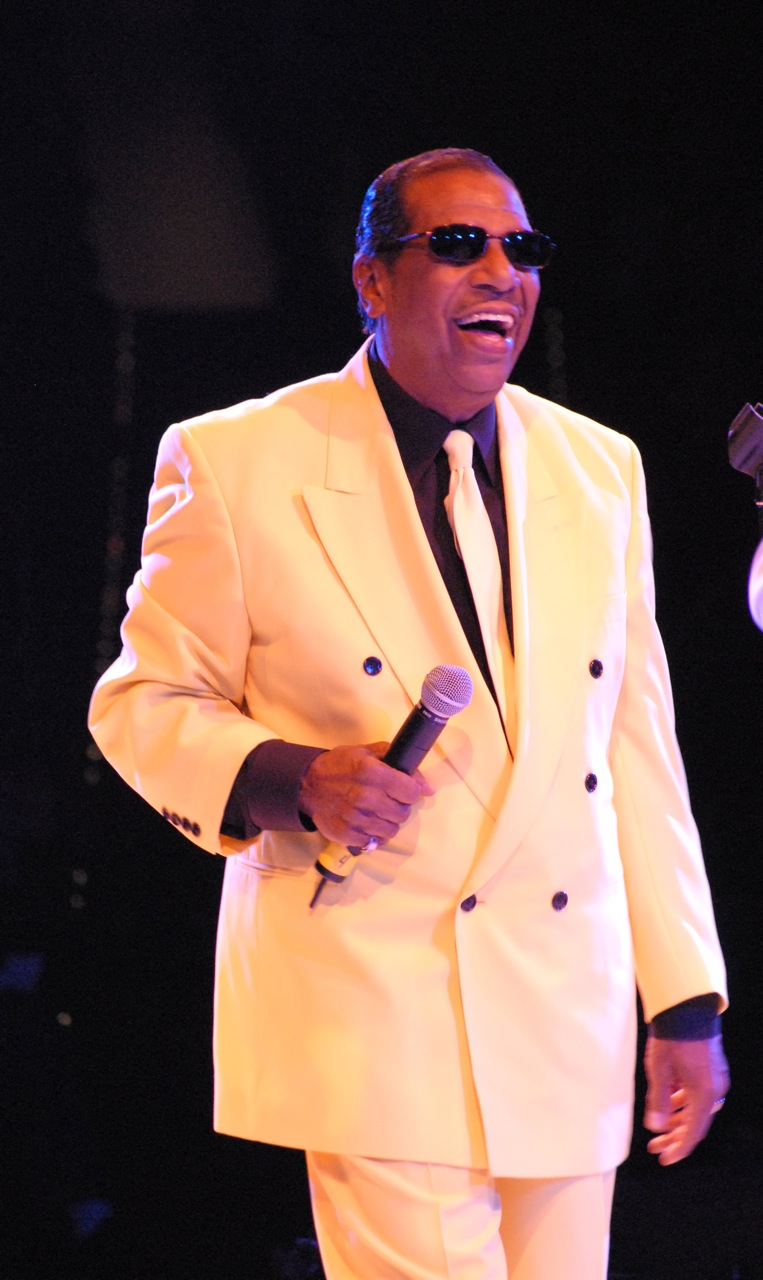
Fred Parris (2007)

The Five Satins sind eine US-amerikanische Doo-Wop-Gruppe. Ihr größter Hit war 1956 In the Still of the Night.

## Karriere
Die Gruppe wurde 1955 von Fred Parris (* 26. März 1936; † 13. Januar 2022) in seiner Heimatstadt New Haven im US-Bundesstaat Connecticut gegründet. Parris leitete vorher ein Quintett namens „The Scarlets“, das 1954 mit Dear One einen lokalen Hit in New York hatte. Die Gründungsmitglieder der Five Satins waren neben Parris Lou Peebles, Stanley Dortch, Ed Martin und Jim Freeman.
Während Dortch und Peebles die Gruppe bald verließen, kam dafür Al Denby (der zuvor bei den Scarlets aktiv gewesen war) als neues Mitglied. In dieser vierköpfigen Besetzung nahmen die Five Satins In the Still of the Night auf, das im Frühjahr 1956 als B-Seite von The Jones Girl veröffentlicht wurde. Das von Parris verfasste In the Still of the Night stieg bis auf Platz 3 der US-R&B-Charts und schaffte in den US-Pop-Charts auf Platz 24. Vom Magazin Rolling Stone wurde der Song auf Platz 90 der 500 besten Songs aller Zeiten gewählt.
Parris musste seinen Militärdienst in Japan ableisten. Mit den neuen Mitgliedern Bill Baker, Tommy Killebrew und Jessie Murphy, dazu Freeman und Martin, hatten die Five Satins einen weiteren Hit: To the Aisle schaffte es 1957 in die R&B-Top-10. Nach Parris’ Rückkehr bestanden die Five Satins aus Parris, Lou Peebles, Sylvester Hopkins (zuvor bei den Scarlets), Richie Freeman und West Forbes. 1959 hatten sie mit Shadows einen kleineren Hit.
1960 kam In the Still of the Night erneut in die Charts, nachdem es auf einer Kompilation erschienen war, 1987 war es auf dem Soundtrack von Dirty Dancing zu finden. Die Five Satins standen in unterschiedlichen Besetzungen weiterhin auf der Bühne und hatten einige kleinere Plattenerfolge, zuletzt 1982 mit dem Medley Memories of Days Gone By. Mitte der 1970er firmierten sie einige Zeit unter dem Namen „Black Satin“. 
Ein Teil der ursprünglichen Five Satins tritt auch heute noch gemeinsam bei Festivals auf, auch noch bis in die 2010er-Jahre mit Fred Parris, der im Januar 2022 mit 85 Jahren starb.

## Auszeichnungen
1998 erhielten die Five Satins den Pioneer Award der Rhythm and Blues Foundation. 2003 wurden die in die Vocal Group Hall of Fame aufgenommen.

## Diskographie
| Jahr | Titel Album              | Höchstplatzierung, Gesamtwochen, AuszeichnungChartplatzierungen (Jahr, Titel, Album, Platzierungen, Wochen, Auszeichnungen, Anmerkungen) | Höchstplatzierung, Gesamtwochen, AuszeichnungChartplatzierungen (Jahr, Titel, Album, Platzierungen, Wochen, Auszeichnungen, Anmerkungen) | Anmerkungen |
| Jahr | Titel Album              | US | R&B | Anmerkungen |
| ---- | ------------------------ | --- | --- | --- |
| 1956 | In the Still of the Nite | US24 (24 X Wo.)US | R&B3 (17 Wo.)R&B | Autor: Fred Parris Platz 90 der Rolling-Stone-500 (2004/2010); Rock and Roll Hall of Fame; Grammy Hall of Fame                                                                                     |
| 1957 | To the Aisle             | US25 (17 Wo.)US | R&B5 (9 Wo.)R&B | Autoren: Billy Dawn Smith, Stuart Wiener |
| 1959 | Shadows                  | US87 (3 Wo.)US | R&B27 (2 Wo.)R&B | als 5 Satins Autor: Fred Parris |
| 1960 | I’ll Be Seeing You       | US79 (6 Wo.)US | — | Autoren: Sammy Fain, Irving Kahal ursprünglich aus dem Musical Right This Way (1938); 1944 ein Nummer-1-Hit für Bing Crosby                                                                        |
| 1982 | Memories of Days Gone By | US71 (5 Wo.)US | — | als Fred Parris & the Five Satins Medley aus sieben Doo-Wop-Hits (16 Candles, Earth Angel, Only You, A Thousand Miles Away, Tears on My Pillow, Since I Don’t Have You, In the Still of the Night) |

Weitere Singles
- All Mine (1955)
- Wonderful Girl / Weeping Willow (1956)
- A Million to One / Love with No Love in Return (1957)
- Oh Happy Day (1957, Original: Don Howard)
- Our Anniversary / Pretty Baby (1957)
- A Night to Remember (als Fred Parris and the Satins, 1958)
- When Your Love Comes Along (1959)
- Your Memory / I Didn’t Know (1960)
- Candlelight / The Time (1960)
- Wishing Ring (1961)
- The Masquerade Is Over (1962)

Eine vollständige Singles-Diskographie findet man bei Warner, eine nicht ganz vollständige Diskographie der Singles und Alben bei Gribin / Schiff und eine Übersicht über die Alben mit Besetzung und enthaltenem Songmaterial bei Tilch.